# New Brancepeth
New Brancepeth – wieś w Anglii, w hrabstwie Durham. Leży 6 km na zachód od miasta Durham i 376 km na północ od Londynu.